# کاظم‌آباد (شفت)
کاظم‌آباد ، روستایی از توابع بخش احمدسرگوراب شهرستان شفت در استان گیلان ایران است. نام این روستا، تا قرن سیزدهم هجری شمسی پته بوده است.

## جمعیت
این روستا در دهستان چوبر قرار دارد و براساس سرشماری مرکز آمار ایران در سال ۱۳۸۵، جمعیت آن ۳۸۳ نفر (۱۲۴خانوار) بوده‌است.